# Stilleven (Donas)
Stilleven is een werk van Marthe Donas (Antwerpen 1885 - Audregnies 1967) uit 1917. Het doek meet 34,5 × 53 cm en behoort tot de collectie van het Koninklijk Museum voor Schone Kunsten Antwerpen, waar het inventarisnummer 2948 draagt.

## Context
Marthe Donas schilderde dit abstracte Stilleven in 1917. Ze verbleef toen in Parijs, waar ze de invloed van de kubisten onderging. Het is opmerkelijk hoe snel ze zich aan de kubistische stijl kon aanpassen (kennismaking met de stijl in 1916, Stilleven in februari 1917). Ze zou echter nooit het strikt analytische of synthetische kubisme van Picasso of Braque toepassen. Ook maakte ze niet de overgang naar pure abstractie. Wel koos ze om vast te houden aan figuratieve elementen, die ze soms sterk stileerde.

## Beschrijving
Stilleven is een oefening in constructieve vlakverdeling. Donas haalde de werkelijk in het schilderij uit elkaar en zette deze op vlakke wijze weer in elkaar. De vormen herleidde ze tot zachte gebogen lijnen en harde diagonalen, de objecten fragmenteerde ze. De invloed van haar opleiding glasschilderkunst in Dublin toont zich in de wijze waarop Donas de gefragmenteerde vlakken doorkruiste met die lijnen. Die vlakken wisselen af tussen gearceerde en verlichte delen. Het afwisselende gebruik van deze donkere en lichte kleuren geven het werk een zekere diepte en dynamiek. Het kleurenpalet bestaat uit bruin, groen en fel geel. Het is een typisch kubistisch palet. Het geheel toont een gestileerde tafel met bloemetjeskleed, waarop flessen en drinkgerei staan. De bloemetjes van dat tafelkleed onderaan het werk en de gebogen lijnen van de luchter bovenaan, geven het geheel een speels accent.

## Materiële aspecten

### Afmetingen
- 34,5 × 53 cm (Dagmaat)
- 36,8 × 54,4 × 3 cm (Inclusief lijst)

### Signaturen
- DONAS/ 1917
  - Plaats: recto, rechtsonder
  - Type: handschrift
  - Lettertype: kapitaal
  - Auteur: Marthe Donas
  - Datum: 1917
  - Opmerkingen: Kappaline 30.07.2004

## Herkomst
Het KMSKA kocht het werk aan van Suzanne Sechehaye in 1962.

## Referentielijst
1. ↑  Leen de Jong, in Elck zijn waerom. Vrouwelijke kunstenaars in België en Nederland 1500-1950, 1999, p. 328-330.
2. ↑  Peter De Laet, in Vouwblad Educatieve Dienst Koninklijk Museum voor Schone Kunsten Antwerpen. De Antwerpse avant-garde, p. 6.
3. ↑  Leen de Jong, in From Ensor to Magritte. Belgian Painting between 1880 and 1940, 2010, p. 119.